# 兩兄弟 (古羅馬戲劇)
《两兄弟》（英語：The Brothers），古罗马剧作家泰伦提乌斯的喜剧作品。
泰伦提乌斯的代表性作品是：《婆母》、《两兄弟》、《福尔弥昂》。

## 内容
“米丘”和“狄米亚”是两兄弟。米丘的弟弟没有儿子，米丘过继一个儿子给其弟弟狄米亚，米丘年长，教育子女的方法宽厚仁爱，结果儿子性格放荡不羁，成为抢劫犯，最终抢了奴隶商人的一个女奴，狄米亚则严格教育子女，但是米丘的儿子抢女奴却是为了给那个过继的弟弟。

## 主题和思想
泰伦提乌斯在这部喜剧里表达了自己的教育观，即长辈要尊重年轻人的生活，同时也不能放纵、娇惯年轻人，剧中年轻人喜欢喝酒，也喜欢玩女人，但是没有被泰伦提乌斯针砭，部分价值观体现了古罗马上层社会人士的价值观。

## 影响
泰伦提乌斯这部作品影响了法国剧作家莫里哀，他根据这部作品创作了《丈夫学堂》。